# (1038) Tuckia
(1038) Tuckia est un astéroïde de la ceinture principale découvert le 24 novembre 1924 par l'astronome allemand Max Wolf. Sa désignation temporaire était 1924 TK. Il tire son nom du mécène américain Edward Tuck ainsi que de sa femme.